# سيرك يمر
سيرك يمر (بالفرنسية: Un Cirque passe) هي  للكاتب الفرنسي الحائز على جائزة نوبل للأدب، باتريك موديانو، ونُشرت سنة 1992 عن دار غاليمار. وقد نُشرت ترجمتها العربية عن مشروع كلمة في أبوظبي سنة 2016 بترجمة صالح دانيال.

## نبذة عن الرواية
تدور الرواية في أجواء باريس الغامضة، وتتناول لقاءً عابراً بين الراوي وفتاة تُدعى "جيسبري" عقب استجوابٍ من الشرطة حول علاقة بشخص غامض. سرعان ما تتطور العلاقة بينهما إلى مغامرة غير متوقعة تنقل الراوي إلى عالم من التشويق والمخاطر، حيث يجد نفسه متورطاً في سلسلة من الأحداث التي تقوده لاكتشافات غير متوقعة حول الفتاة وحياتها السابقة.يشكل السرد في الرواية نوعاً من الاسترجاع الزمني، حيث يسرد الراوي الأحداث التي عاشها في الماضي بينما يتجول في الأماكن التي جمعته بالفتاة. وتحضر مواضيع موديانو المعتادة مثل الهوية والذاكرة والغياب بقوة في هذا النص القصير المكثف.

## تحليل ونقد
تميزت الرواية بأسلوبها السردي الحميمي والبسيط، المعتمد على صوت الراوي وحده، والذي يسرد القصة من وجهة نظره الخاصة، ما يخلق شعوراً بالعزلة والاغتراب. لا يعرف القارئ سوى القليل عن باقي الشخصيات، وتبقى الفتاة، رغم كونها محور الرواية، غامضة ومراوغة.يرى بعض النقاد أن موديانو يستعيد هنا نمط الرواية البوليسية ولكن بطريقته الخاصة، حيث لا تشكل الجريمة أو الحدث المحوري صدمة للقارئ، بل يصبح الغموض إطاراً لتأملات وجودية وشعورية.وقد وصف النقاد الرواية بأنها "مغامرة متحررة من قيود المنطق"، تمزج بين الواقع والحلم، وتُفقد الزمن خطيته التقليدية. كما رأى البعض أن الرواية تحمل تكرارات أسلوبية وموضوعاتية مع أعمال أخرى لموديانو، مما يعكس استمرارية أسئلته الجوهرية عن الهوية والغياب والبحث عن الآخر.ووفقًا لما نشرته Le Monde des Livres فإن الرواية “تغوص في الظلال التي تسبق الظهور، حيث تصبح الذاكرة بديلاً عن الواقع.” أما ليكسبريس (L’Express) فقد وصفتها بأنها “واحدة من أكثر روايات موديانو احتشاداً بالسكينة والغموض.”وقد اعتمدت الموسوعة العالمية (بالإنجليزية: Encyclopædia Universalis)  الرواية كأحد النماذج الأكثر تمثيلاً لعالم موديانو الذي يدور في هوامش المدن، وضباب العلاقات، وغرابة الهويات المتقلبة.

## شخصيات الرواية
- الراوي: شاب يعيش حياة باهتة في باريس، تتيح له الصدفة لقاء فتاة تقلب حياته رأساً على عقب.
- الفتاة الغامضة (جيسبري): شخصية محورية، تعيش حياة مشوشة وعلاقات غامضة مع رجال مختلفين، تثير في الراوي حباً مشوباً بالريبة والتشويق.
- رجل الشرطة: يحقق مع الراوي ثم يحذره لاحقاً من الفتاة، زاعماً أنها كانت تعمل في الدعارة.
- مجموعة الرجال الغامضين: يظهرون لاحقاً في الرواية ليطلبوا من الراوي تنفيذ أوامر غير واضحة، تضعه في مواجهة مع ذاته.

## أنظر أيضا
الأفق (رواية)
تفتيش ليلي
عشب الليالي
شارع الحوانيت المعتمة
مجهولات
صبية طيبون